# Alan Davies
Pour les articles homonymes, voir Davies.
Alan Roger Davies, né le 6 mars 1966, est un humoriste, écrivain, acteur et présentateur TV britannique. Il a joué le rôle titre dans la série dramatique de BBC Jonathan Creek depuis 1997, et est le seul panéliste permanent de l'émission Quite Interesting de la BBC depuis 2003, d'abord avec l'animateur original Stephen Fry (2003-2016) puis avec sa remplaçante Sandi Toksvig depuis.

## Jeunesse
Alan Davies est né à Loughton, Essex, et passe son enfance à Chingford. Sa mère meurt d'une leucémie lorsqu'il a six ans et il est ensuite élevé par son père. Ce dernier l'agresse sexuellement de ses 8 à 13 ans, comme décrit dans son livre Just Ignore Him. Il décrit par ailleurs que son frère et sa sœur s'étaient retournés contre lui. Davies identifie cela comme lui donnant fortement envie de faire plaisir aux autres, ce qui l'a amené à voler à l'étalage pour ses camarades de classe et à faire le comique.
Davies fréquenté l'école Staples Road à Loughton et fait ses études privées à l'école indépendante Bancroft à Woodford Green. Il est diplômé en études dramatiques et théâtrales de l'université du Kent en 1988, et reçoit un doctorat honorifique de la même université en 2003.

## Carrière

### Stand-up
Davies commence à jouer de la comédie en 1988 au Whitstable Labor Club. En 1991, il est nommé meilleur jeune comique par Time Out. Il continue à tourner et à se produire au Royaume-Uni et en Australie, remportant le Edinburgh Festival Critics Award for Comedy en 1994. Ce spectacle est sorti sur cassette vidéo et audio en 1995 sous le nom d'Alan Davies Live at the Lyric enregistré au Lyric Theatre.

### Radio et télévision

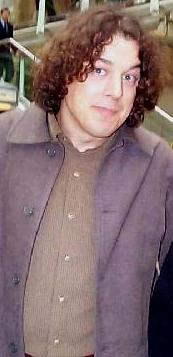
Alan Davies en 2000.

En 1994 et 1995, Davies anime Alan's Big One pour trois saisons sur Radio 1 avant d'apparaître dans l'émission de voyage parodique de Channel 4 One for the Road. Il a ensuite joué le rôle-titre dans Jonathan Creek, en tant qu'inventeur de trucs pour un magicien de scène avec un intérêt secondaire pour la résolution de crimes, entre 1997 et 2004. Jonathan Creek remporte un BAFTA du meilleur drame et est l'émission qui le fait connaître.
Davies co-écrit et joue dans sa propre sitcom radiophonique, The Alan Davies Show, en 1998. Les cassettes de l'émission sont produites et diffusées par la BBC, avec des épisodes diffusés sur la station de radio numérique BBC7. Il joué Russell Boyd dans la comédie de la BBC A Many Splintered Thing, également en 1998 et 2000.

#### Quite Interesting
Alan Davies apparaît comme le seul panéliste permanent du jeu Quite Interesting de la BBC Two, animé par Stephen Fry de 2003 à 2015, puis par Sandi Toksvig. Il apparaît dans la quasi-totalité des centaines d'épisodes du jeu, hormis l'épisode 10 de la saison D car il était à Paris pour assister à la finale de la Ligue des champions 2006 entre le FC Barcelone et son club favori Arsenal lors de l'enregistrement et l'épisode Comic Relief de 2011, lorsque son siège est occupé par David Walliams. 

## Vie privée
Davies épouse l'écrivain Katie Maskell le 13 janvier 2007 après six mois de fiançailles. Le couple s'est rencontré pour la première fois dans les coulisses de QI en 2005. L'ami et partenaire de comédie Bill Bailey est le témoin de Davies. Alan Davies et sa femme ont trois enfants. 
Davies est devenu végétarien lorsqu'il était étudiant et a participé à des organisations de défense des droits des animaux. Cependant, dans les années 2000, il a déclaré à plusieurs reprises qu'il mangeait du poisson et des fruits de mer,,,. 
Davies est un fan de longue date et détenteur d'un abonnement de saison à l'Arsenal FC. Il a animé plusieurs podcasts au sujet du club, dont It's Up For Grabs Now ou The Tuesday Club.

## Livres
Le premier livre d'Alan Davies est une autobiographie My Favorite People and Me, 1978-1988, publiée par Michael Joseph ( Penguin Books ) en septembre 2009. À propos de ses mémoires, Davies déclare qu'il souhaitait "essayer de se souvenir de ce que j'aimais en tant que garçon/jeune/idiot et de comprendre pourquoi". Les personnes préférées mentionnées dans le titre sont Anton Tchekhov, John Belushi, Barry Sheene, Margaret Thatcher ("seulement pour quelques jours" l'auteur le permet), John McEnroe et Starsky and Hutch. Le livre mentionne également l'Arsenal FC, l'équipe de football soutenue par Davies. Le livre de poche a été publié sous le titre Rebel Without A Clue: How the 80s Made Me.
Son deuxième mémoire et autobiographie, Just Ignore Him est publié en septembre 2020. Le livre détaille les abus sexuels qu'il a subis en tant que garçon de la part de son père entre ses 8 et 13 ans. À l'âge adulte, la police et le CPS ont accepté les accusations d'abus de Davies, mais ont refusé de poursuivre son père Roy Davies, en raison de sa maladie d'Alzheimer et de son âge avancé.